# Чалпинское сельское поселение
Чалпинское сельское поселение — сельское поселение в Азнакаевском районе Татарстана. 
Административный центр — село Чалпы.
В состав поселения входит 4 населённых пункта.

## Административное деление
- с. Чалпы
- с. Камышлы
- дер. Балан-Буляк
- дер. Ирекле

## Население
| 2010  | 2011  | 2012  | 2013  | 2014  | 2015  | 2016  |
| ----- | ----- | ----- | ----- | ----- | ----- | ----- |
| 1232  | ↘1229 | ↘1199 | ↘1160 | ↘1158 | ↘1149 | ↘1146 |
| 2017  | 2018  | 2019  | 2020  |       |       |       |
| ↘1111 | ↘1067 | ↘1031 | ↘1006 |       |       |       |